# Richard Larsson (författare)
Richard Larsson, född 23 juli 1915 i Stockholm, död där den 13 december 2011, var en svensk bokhandlare och författare. 
Larsson bedrev bokhandelsstudier i Frankrike, Danmark och USA 1935–1938. Han var anställd på Sandbergs bokhandel och Nordiska Kompaniet 1934–1940 samt var direktör för Kungsholmens bokhandel och storbokhandel från 1940. När hans fru Marianne drabbades av demens gav han ut två böcker om hennes demenssjukdom.
Larsson var son till Elin och Yngve Larsson samt bror till Verna Lindberg, Matts Bergom Larsson, Yngve A. A. Larsson och Mårten Larsson

### Fotnoter
1. ↑  Libris, Kungliga biblioteket, SELIBR-ID: 194244, läst: 9 oktober 2017.[källa från Wikidata]
2. ↑  Alvin, Alvin-ID: alvin-person:72649.[källa från Wikidata]
3. ↑  Larsson, Richard i Vem är Vem?: Norrland, supplement, register (andra upplagan, 1968)
4. ↑  Christina Vallgren (16 mars 2001). ”När Maria inte kände igen mig var det svårt” (på svenska). Aftonbladet. https://www.aftonbladet.se/relationer/a/wE8QRG/richard-85-nar-maria-inte-kande-igen-mig-var-det-svart. Läst 13 juli 2019.